# Rixheim
Rixheim là một xã trong tỉnh Haut-Rhin, thuộc vùng Grand Est của nước Pháp, có dân số là 12.608 người (thời điểm 1999). Rixheim nằm về phía đông của Mulhouse,

## Thông tin nhân khẩu
| 1962  | 1968  | 1975  | 1982   | 1990   | 1999   |
| ----- | ----- | ----- | ------ | ------ | ------ |
| 4 869 | 5 723 | 8 419 | 10 718 | 11 669 | 12 608 |